# Walliser Archäologische Gesellschaft
Die Association valaisanne d’archéologie – Walliser Archäologische Gesellschaft (AVA-WAG) ist eine im September 2000 von 20 Spezialisten aus Archäologie und verwandten Gebieten gegründete Schweizer Gesellschaft, die es sich zum Ziel gesetzt hat, das archäologische und bauliche Erbe des Wallis zu fördern und zu schützen, aber auch bekannt zu machen. Als Präsidentin der Gesellschaft, die ihren Sitz in Sitten hat, folgte auf die Archäologin Claire Epiney-Nicoud, die Anthropologin Anaïs Deville. Vizepräsident war der Historiker Pierre Dubuis. Zum achtköpfigen Vorstand zählten 2018 vier Archäologen, ein Historiker, eine Kunsthistorikerin, eine Betriebsökonomin und ein Ethnologe.

## Ziele und Aktivitäten

### Konferenzen und Exkursionen, Petition zur Erhaltung des Archäologischen Museums
Die Bautätigkeit im Kanton Wallis gefährdet seit einigen Jahren archäologische Schätze, Denkmäler, Bauten und Landschaften. Um das kulturelle Erbe des Kantons bekannter zu machen, organisiert die Walliser Archäologische Gesellschaft Konferenzen und Exkursionen, beteiligt sich in Zusammenarbeit mit dem Kanton Wallis an oder unterstützt Forschungs-, Veröffentlichungs- und Verbreitungsprojekte wie Ausstellungen und Symposien.
Am 3. Dezember 2007 überreichte die Gesellschaft eine Petition mit 7026 Unterschriften gegen die Schliessung des 1976 gegründeten Kantonalen Archäologischen Museums in Sitten. Anlässlich des 50. Jahrestages des Beginns der Entdeckung des Dolmen von Petit-Chasseur bei Sion im Jahr 1961 war die Gesellschaft eine der vier Gruppen, die die entsprechenden Veranstaltungen im Jahr 2011 organisierten. Neben ihr waren die Beschicker des wissenschaftlichen Komitees die Repräsentanten der Kantonsarchäologie, dann die Walliser Museen sowie die Universität Genf. Unter der Ägide der Walliser Archäologischen Gesellschaft fand 2012 in Brig die Konferenz «Kleidung und Schmuck von Frauen des Alpenraums im ersten Jahrtausend vor Christus» statt.

### Projekt «Mémoire 21»
2014 initiierte die Archäologische Gesellschaft Wallis das Projekt «Mémoire 21», das von vielen Organisationen mitgetragen wurde. Das Projekt sollte laut Initianten «die Öffentlichkeit über den Verlust ihres Kulturerbes alarmieren und Lösungsvorschläge entwickeln».
Koordinatorin des Projekts war Claire Epiney-Nicoud. 2015 fand eine Veranstaltung zur desolaten Situation der Archäologie im Kanton statt. Im April 2016 präsentierten rund achtzig Experten einen Strategieplan für die nächsten zehn Jahre mit Vorschlägen für über dreissig Massnahmen, mit denen bedrohte Standorte gerettet und das historische Erbe aufgewertet werden soll. Der Plan wurde am 28. April 2016 offiziell der Staatsrätin Esther Waeber-Kalbermatten in der Halle des Grossen Rates in Sion vorgelegt. Das Projekt beruft sich auf Artikel 2 der Erklärung von Namur, die am 24. April 2015 auf der 6. Konferenz der Minister für Kulturerbe des Europarates verabschiedet wurde: „Das kulturelle Erbe ist ein grundlegender Bestandteil der europäischen Identität; es ist eine Frage von allgemeinem Interesse und seine Übermittlung an künftige Generationen ist Gegenstand einer gemeinsamen Verantwortung; es ist eine einzigartige, zerbrechliche, nicht erneuerbare und nicht delokalisierbare Ressource.“ An dem Projekt beteiligten sich ein Jahr lang die besagten Experten aus unterschiedlichen Bereichen mit Beiträgen zu Schutz und Würdigung des historischen Erbes. Am 25. April dieses Jahres begann eine Reihe von Veranstaltungen unter dem Titel «10'000 Jahre unter der Erde, Archäologie und Kulturerbe im Wallis», die sich über mehrere Monate erstreckten. Dazu entstanden Publikationen, wie «Sion, une ville immortelle».
Im Rahmen des Projekts fand 2017 die Ausstellung Gezähmter Tod im Geschichtsmuseum Sitten statt, welche die Entwicklung des Glaubens und der Grabriten in der Region von Sitten über 7000 Jahre hinweg dokumentierte.
Der 180-seitige Abschlussbericht des Projekts wurde unter dem Titel Das archäologische und bauliche Erbe des Wallis fördern und schützen. Aktuelle Herausforderungen und Massnahmenplan bzw. Promouvoir et protéger le patrimoine historique enfoui et bâti du Valais. Défis actuels et plan d'actionim September 2017 publiziert. Davon wurden 550 Exemplare „im Wallis und in der Schweiz versandt, insbesondere an alle Walliser Gemeinden, sowie an die zuständigen Behörden von Bund und Kantonen“.

## Publikation
- Walliser Archäologische Gesellschaft AVA-WAG: Mémoire 21 Valais-Wallis. Das archäologische und bauliche Erbe des Wallis fördern und schützen. Aktuelle Herausforderungen und Massnahmenplan. Sitten 2017